# Reformkriget
Reformkriget (spanska: Guerra de Reforma) i Mexiko blev en av de längsta av de konflikterna mellan liberaler och konservativa som präglade den mexikanska 1800-talshistorien. Liberalerna ville ha en federal stat, och begränsa Romersk-katolska kyrkan i Mexikos traditionella och militära inflytande. De konservativa ville ha kvar centralstyret, och ha monarki där Romersk-katolska kyrkan och militären behöll sina traditionella roller. Då blev det fullt inbördeskrig då liberalerna, då i regeringsställning efter att ha avsatt Antonio López de Santa Anna, började införa en serie lagar för att begränsa inflytandet från framför allt Romersk-katolska kyrkan, men även militären. Konservativt motstånd mot detta ledde till Plan of Tacubaya, som förstörde för president Ignacio Comonforts, och övriga liberaler flyttade då statsdförvaltningen till Veracruz. De konservativa kontrollerade Mexico City och stora delar av centrala Mexiko, och övriga delstater valde sida mellan konservativa och liberaler. Liberalerna hade sämre militär erfarenhet, och fick stryk i de flesta tidiga slagen, men krigslyckan vände då de konservativa två gånger misslyckades med att inta Veracruz. Liberalerna fortsatte sedan vinna till den konservativa kapitulationen i december 1860. Då de konservativa styrkorna förlorat kriget, ofrtsatte gerillaaktiviteten ute på landsbygden de kommande åren, och de konservativa kom snart att ingå en sammansvärjning med franska styrkor, som försökte hjälpa Maximilian I under Franska interventionen i Mexiko.